# Донська (балка)
Донська (рос. Балка Донская, б. Ковалева) — балка (річка) в Україні у Криворізькому й Бериславському районах Дніпропетровської й Херсонської областей. Ліва притока Інгульця (басейн Дніпра).

## Опис
Довжина балки приблизно 27,44 км, найкоротша відстань між витоком і гирлом — 18,60  км, коефіцієнт звивистості річки — 1, 48 . Формується багатьма балками та загатами. На деяких ділянках балка пересихає.

## Розташування
Бере початок у селі Дачне в урочищі Мережено. Тече переважно на південний захід через села Весела Дача, Миколаївку, Іванівку і на її південно-західній околиці впадає у річку Інгулець, праву притоку Дніпра.

## Цікаві факти
- Біля села Іванівка на лівому березі балки полягає автошлях Т 2207[3] (автомобільний шлях місцевого значення довжиною 127,2 км, що проходить через Бериславський, Великоолександрівський, Високопільський та Нововоронцовський райони через Велику Олександрівку — Високопілля — Архангельське — Берислав).